# Orchestina
Orchestina és un gènere d'aranyes araneomorfes de la família dels oonòpids (Oonopidae). Fou descrit per primera vegada l'any 1882 per Simon.
La seva distribució és cosmopolita; comprèn Àfrica, Àsia, Amèrica, Europa i Oceania.

## Taxonomia
Segons el World Spider Catalog amb data de desembre de 2018, Orchestina te reconegudes 161 espècies existents:
- Orchestina acaciae  Henrard & Jocqué, 2012
- Orchestina aerumnae  Brignoli, 1978
- Orchestina algerica  Dalmas, 1916
- Orchestina ampulla  Henrard & Jocqué, 2012
- Orchestina andianavarroi  Izquierdo, 2017
- Orchestina apiculata  Liu, Xiao & Xu, 2016
- Orchestina aproeste  Izquierdo, 2017
- Orchestina arabica  Dalmas, 1916
- Orchestina aragua  Izquierdo, 2017
- Orchestina arboleda  Izquierdo, 2017
- Orchestina atocongo  Izquierdo, 2017
- Orchestina auburndalensis  Izquierdo, 2017
- Orchestina aureola  Tong & Li, 2011
- Orchestina bedu  Saaristo & van Harten, 2002
- Orchestina bialata  Liu, Xiao & Xu, 2016
- Orchestina bolivar  Izquierdo, 2017
- Orchestina bonaldoi  Izquierdo, 2017
- Orchestina cachai  Izquierdo, 2017
- Orchestina cajamarca  Izquierdo, 2017
- Orchestina caleta  Izquierdo, 2017
- Orchestina cali  Izquierdo, 2017
- Orchestina campana  Izquierdo, 2017
- Orchestina catarina  Izquierdo, 2017
- Orchestina caxiuana  Izquierdo, 2017
- Orchestina chaparrita  Izquierdo, 2017
- Orchestina chiriqui  Izquierdo, 2017
- Orchestina cincta  Simon, 1893
- Orchestina clavigera  Henrard & Jocqué, 2012
- Orchestina clavulata  Tong & Li, 2011
- Orchestina coari  Izquierdo, 2017
- Orchestina codalmasi  Wunderlich, 2011
- Orchestina comaina  Izquierdo, 2017
- Orchestina communis  Henrard & Jocqué, 2012
- Orchestina cornuta  Henrard & Jocqué, 2012
- Orchestina cristinae  Izquierdo, 2017
- Orchestina crypta  Henrard & Jocqué, 2012
- Orchestina curico  Izquierdo, 2017
- Orchestina dalmasi  Denis, 1956
- Orchestina debakkeri  Henrard & Jocqué, 2012
- Orchestina dentifera  Simon, 1893
- Orchestina divisor  Izquierdo, 2017
- Orchestina dubia  O. Pickard-Cambridge, 1911
- Orchestina ebriola  Brignoli, 1972
- Orchestina ecuatorensis  Izquierdo, 2017
- Orchestina elegans  Simon, 1893
- Orchestina erwini  Izquierdo, 2017
- Orchestina fannesi  Henrard & Jocqué, 2012
- Orchestina fernandina  Izquierdo, 2017
- Orchestina filandia  Izquierdo, 2017
- Orchestina flagella  Saaristo & van Harten, 2006
- Orchestina flava  Ono, 2005
- Orchestina foa  Saaristo & van Harten, 2002
- Orchestina fractipes  Henrard & Jocqué, 2012
- Orchestina furcillata  Wunderlich, 2008
- Orchestina galapagos  Izquierdo, 2017
- Orchestina gibbotibialis  Henrard & Jocqué, 2012
- Orchestina gigabulbus  Henrard & Jocqué, 2012
- Orchestina goblin  Izquierdo, 2017
- Orchestina golem  Izquierdo, 2017
- Orchestina granizo  Izquierdo, 2017
- Orchestina grismadoi  Izquierdo, 2017
- Orchestina griswoldi  Izquierdo, 2017
- Orchestina guatemala  Izquierdo, 2017
- Orchestina hammamali  Saaristo & van Harten, 2006
- Orchestina iemanja  Izquierdo, 2017
- Orchestina infirma  Seo, 2017
- Orchestina intricata  Henrard & Jocqué, 2012
- Orchestina itapety  Izquierdo, 2017
- Orchestina jaiba  Izquierdo, 2017
- Orchestina juruti  Izquierdo, 2017
- Orchestina justini  Saaristo, 2001
- Orchestina kairi  Izquierdo, 2017
- Orchestina kamehameha  Izquierdo, 2017
- Orchestina kasuku  Henrard & Jocqué, 2012
- Orchestina labarquei  Izquierdo, 2017
- Orchestina lahj  Saaristo & van Harten, 2006
- Orchestina lanceolata  Henrard & Jocqué, 2012
- Orchestina laselva  Izquierdo, 2017
- Orchestina launcestoniensis  Hickman, 1932
- Orchestina leon  Izquierdo, 2017
- Orchestina longipes  Dalmas, 1922
- Orchestina losamigos  Izquierdo, 2017
- Orchestina luispi  Izquierdo, 2017
- Orchestina macrofoliata  Henrard & Jocqué, 2012
- Orchestina madrededios  Izquierdo, 2017
- Orchestina magna  Izquierdo, 2017
- Orchestina mancocapac  Izquierdo, 2017
- Orchestina manicata  Simon, 1893
- Orchestina maracay  Izquierdo, 2017
- Orchestina maureen  Saaristo, 2001
- Orchestina mayo  Izquierdo, 2017
- Orchestina microfoliata  Henrard & Jocqué, 2012
- Orchestina minutissima  Denis, 1937
- Orchestina mirabilis  Saaristo & van Harten, 2006
- Orchestina moaba  Chamberlin & Ivie, 1935
- Orchestina molles  Izquierdo, 2017
- Orchestina moura  Izquierdo, 2017
- Orchestina moyuchi  Izquierdo, 2017
- Orchestina multipunctata  Liu, Xiao & Xu, 2016
- Orchestina nadleri  Chickering, 1969
- Orchestina nahuatl  Izquierdo, 2017
- Orchestina nahuelbuta  Izquierdo, 2017
- Orchestina neblina  Izquierdo, 2017
- Orchestina obscura  Chamberlin & Ivie, 1942
- Orchestina okitsui  Oi, 1958
- Orchestina osorno  Izquierdo, 2017
- Orchestina otonga  Izquierdo, 2017
- Orchestina pakitza  Izquierdo, 2017
- Orchestina pan  Izquierdo, 2017
- Orchestina pandeazucar  Izquierdo, 2017
- Orchestina para  Izquierdo, 2017
- Orchestina paupercula  Dalmas, 1916
- Orchestina pavesii  (Simon, 1873)
- Orchestina pavesiiformis  Saaristo, 2007
- Orchestina pilifera  Dalmas, 1916
- Orchestina pizarroi  Izquierdo, 2017
- Orchestina platnicki  Izquierdo, 2017
- Orchestina predator  Izquierdo, 2017
- Orchestina probosciformis  Henrard & Jocqué, 2012
- Orchestina quasimodo  Izquierdo, 2017
- Orchestina quenies  Izquierdo, 2017
- Orchestina quijos  Izquierdo, 2017
- Orchestina ranchogrande  Izquierdo, 2017
- Orchestina rapaz  Izquierdo, 2017
- Orchestina retiro  Izquierdo, 2017
- Orchestina saaristoi  Henrard & Jocqué, 2012
- Orchestina saltabunda  Simon, 1893
- Orchestina saltitans  Banks, 1894
- Orchestina sanguinea  Oi, 1955
- Orchestina santodomingo  Izquierdo, 2017
- Orchestina sarava  Izquierdo, 2017
- Orchestina saudade  Izquierdo, 2017
- Orchestina sechellorum  Benoit, 1979
- Orchestina sedotmikha  Saaristo, 2007
- Orchestina setosa  Dalmas, 1916
- Orchestina shuar  Izquierdo, 2017
- Orchestina silvae  Izquierdo, 2017
- Orchestina simoni  Dalmas, 1916
- Orchestina sinensis  Xu, 1987
- Orchestina sotoi  Izquierdo, 2017
- Orchestina storozhenkoi  (Saaristo & Marusik, 2004)
- Orchestina striata  Simon, 1909
- Orchestina taruma  Izquierdo, 2017
- Orchestina thoracica  Xu, 1987
- Orchestina topcui  Danişman & Coşar, 2012
- Orchestina totoralillo  Izquierdo, 2017
- Orchestina truncata  Wunderlich, 2004
- Orchestina truncatula  Tong & Li, 2011
- Orchestina tubifera  Simon, 1893
- Orchestina tubulata  Tong & Li, 2011
- Orchestina tzantza  Izquierdo, 2017
- Orchestina ucumar  Izquierdo, 2017
- Orchestina utahana  Chamberlin & Ivie, 1935
- Orchestina vainuia  Marples, 1955
- Orchestina valquiria  Izquierdo, 2017
- Orchestina venezuela  Izquierdo, 2017
- Orchestina waorani  Izquierdo, 2017
- Orchestina yanayacu  Izquierdo, 2017
- Orchestina yinggezui  Tong & Li, 2011
- Orchestina zhengi  Tong & Li, 2011
- Orchestina zingara  Izquierdo, 2017

### Fòssils
Segons el World Spider Catalog versió 19.0 (2018), existeixen les següents espècies fòssils:
- †Orchestina angulata  Wunderlich, 2012
- †Orchestina baltica  Petrunkevitch, 1942
- †Orchestina bitterfeldensis  Wunderlich, 2008
- †Orchestina breviembolus  Wunderlich, 1981
- †Orchestina brevis  Wunderlich, 2008
- †Orchestina colchembolus  Wunderlich, 1981
- †Orchestina colombiensis  Wunderlich, 2004
- †Orchestina crassiembolus  Wunderlich, 1981
- †Orchestina crassipatellaris  Wunderlich, 1981
- †Orchestina crassitibialis  Wunderlich, 1981
- †Orchestina dominicana  Wunderlich, 1981
- †Orchestina forceps  Wunderlich, 1981
- †Orchestina forfex  Wunderlich, 2011
- †Orchestina furca  Wunderlich, 1981
- †Orchestina fushunensis  Wunderlich, 2004
- †Orchestina gappi  Saupe, Perez de la Fuente, Selden, Delclos, Tafforeau & Soriano 2012
- †Orchestina gracilitibialis  Wunderlich, 2004
- †Orchestina imperialis  Wunderlich, 1981
- †Orchestina kenyana  Wunderlich, 1981
- †Orchestina longimana  Wunderlich, 1981
- †Orchestina madagascariensis  Wunderlich, 2004
- †Orchestina mortua  Petrunkevitch, 1971
- †Orchestina multisetae  Wunderlich, 2008
- †Orchestina parisiensis  Penney, 2007
- †Orchestina perfecta  Wunderlich, 2008
- †Orchestina pusilla  (Menge,, 1854)
- †Orchestina rabagensis  Saupe, Perez de la Fuente, Selden, Delclos, Tafforeau & Soriano 2012
- †Orchestina rectangulata  Wunderlich, 2008
- †Orchestina sternalis  Wunderlich, 2008
- †Orchestina tibialis  Wunderlich, 1988
- †Orchestina tuberosa  Wunderlich, 1981